# Frank Habineza
Frank Habineza (Mityana, Uganda, 22 de febrer de 1977) és el fundador i president del Partit Verd Democràtic de Ruanda, partit polític format a l'agost de 2009 a Ruanda. En el seu primer any, el partit va fer sis intents infructuosos de registrar-se. A mitjans d'agost de 2010, el partit encara no estava registrat i, per tant, no va poder presentar un candidat a les eleccions presidencials d'agost de 2010.

## Biografia
Membre d'una família hutu, va estudiar a la Universitat Nacional de Ruanda de 1999 a 2004, on es va graduar en Ciències Polítiques i Administratives amb especialitat en Administració Pública. Durant la seva estada a la Universitat, va començar una associació d'estudiants que va fer campanya per a la protecció del medi ambient.
Més endavant es va convertir en assistent personal de la ministra de Terres, Medi Ambient, Aigua, Forestal i Mines, Drocella Mugorewera. Va ser el corresponsal oficial de Rwanda Newsline i UMUSESO mentre era alumne a Butare. També va treballar per a l'antic Rwanda Herald Newspaper, l'editor del qual Asuman Bikika va ser declarat "persona no grata" a mitjan 2002.
Habineza va ser durant tres anys (2006-2009), Coordinador Nacional del Fòrum de Discurs de Conca del Nil a Ruanda (NBDF), una plataforma de la societat civil que comptava amb més de 50 ONG implicades en la conservació del riu Nil. Va dimitir el maig de 2009. També va ser president de l'ONG ruandesa Fòrum sobre l'Aigua, Sanejament i Medi Ambient de Ruanda-RWASEF i president fundador de l'Organització per a la Conservació del Medi Ambient de Ruanda (RECOR). Va renunciar a totes les ONG quan es va unir a la política activa d'oposició.
El juny de 2010, aquestes dues organitzacions es van distanciar d'ell després d'un informe que insinuava que els fons dels donants s'havien desviat per a finalitats polítiques.
Habineza va fundar el Partit Democràtic Verd (PDV) l'agost de 2009 com a alternativa Front Patriòtic Ruandès. A l'abril de 2010, tres membres destacats de la PDV van renunciar a causa de desacords amb les activitats d'Habineza. Van dir que el partit estava sent manipulat pels estrangers i va negar les declaracions fetes per Habineza que Ruanda estava ajudant al Regne Unit i als Estats Units a treure la fusta de la República Democràtica del Congo (RDC) i que Ruanda havia desplegat tropes a la República Democràtica del Congo. En juliol de 2010 el vicepresident del PDV, André Kagwa Rwisereka, fou trobat mort vora uns aiguamolls a Butare amb el cap tallat. Havia estat apunyalat repetidament. Habineza va estar entre els líders de l'oposició que van demanar una investigació internacional independent sobre l'assassinat, que pot haver tingut una motivació política. Ningú no ha estat arrestat per aquest crim.
En 2013, finalment, el Partit Verd és autoritzat i reconegut oficialment per les autoritats, massa tard per participar en les eleccions parlamentàries ruandeses de 2013. El març de 2017, el partit va investir Frank Habineza com a candidat a les eleccions presidencials del mes d'agost. El juliol, la seva candidatura és aprovada per la Comissió Electoral. Aquesta és la primera vegada en la història del país que un partit de l'oposició pot participar en unes eleccions presidencials. Va obtenir el 0,48 % dels vots.